# Здравко Здравков (архитект)
Вижте пояснителната страница за други личности с името Здравко Здравков.
Здравко Симеонов Здравков е български архитект. От 16 май 2016 г. до 27 юли 2024 г. д-р арх. Здравков изпълнява длъжността Главен архитект на Столична община. На 08 октомври 2024 г. след проведен конкурс, встъпва в длъжност като Началник на РДНСК София.

## Биография

### Произход и образование
Здравко Симеонов Здравков е роден на 27 септември 1972 г. в град Плевен, в семейството на Симеон и Веска Здравкови. Завършва средното си образование в Математическа гимназия „Гео Милев“, гр. Плевен. През 1997 г. Здравко Здравков завършва магистърска степен по архитектура в Университета по архитектура, строителство и геодезия (УАСГ) в Катедра „История и теория на архитектурата“. Дипломира се с проект за търговски център, за който получава Наградата на Камарата на архитектите в България. Пълната си проектантска правоспособност получава през юни 2004 г. През февруари 2025 г. защитава докторантска програма към катедра „Градоустройство“ на УАСГ с тема: Устройствени инструменти за развитие на София и нейните крайградски територии.

### Професионално развитие и кариера
Д-р арх. Здравко Здравков е основател и ръководител на архитектурни бюра „Квадра 04“ ЕООД и „Инфраконсулт груп“ ООД. В проектантската си практика той ръководи и координира реализацията на множество публични пространства, жилищни, обществени и промишлени сгради (включително Завода за автомобили на Great wall). През 2000 г. оглавява отдел „Градоустройство“ в община Плевен, а през 2004 г. заема длъжността главен архитект на община Червен бряг в продължение на четири години. От 2016 г. до 2024 г. ръководи Направление "Архитектура и градоустройство" и устройственото планиране на Столичната община. 

#### Главен архитект на Столична община
Д-р арх. Здравко Здравков встъпва в длъжност като Главен архитект на Столичната община (СО) през м. май 2016 г., след като печели конкурса за позицията с Концепцията си за управление на системата и процеса на градско планиране и развитие. В края на същата година датският урбанист и архитект Ян Геел (Gehl Architects) приема поканата на д-р арх. Здравков да консултира СО в създаването на стратегия за развитие на публичните пространства в градския център, поставяйки началото на проект „София – град за хората“. Общата работа с Gehl Architects доведе до развитието на множество проекти, които правят града по-леснодостъпен, по-безопасен и по-сигурен. 
През 2017 г. под ръководството на д-р арх. Здравков, СО инициира процедура по промени в ЗУЗСО, целящи ограничаване неконтролируемия инвестиционен натиск върху територията и премахване възможностите на спекулативно надвишаване на устройствените параметри. Законопроектът бе насочен изцяло към подобряване на контрола на пространственото развитие на столицата и създаването на нови подзаконови актове касаещи транспортно – комуникационното обезпечаване, височините на новите сгради, облика на градските пространства и архитектурните ансамбли.
Вследствие през м. декември 2020 г. с пълно мнозинство Столичният общински съвет прие Наредбата за градската среда на СО, която за пръв път регламентира естетически изисквания към оформянето на публичните пространства. Първите изработени приложения и стандарти са схемата на зонирането на града, стандартите за шрифта, който се използва за всички официални надписи, стандарта за уличните табели, за туристическата навигация, настилките и за оформлението на фасадите по улиците „Граф Игнатиев“, „Цар Шишман“, „6-ти септември“ и „Солунска“. В процес на разработване са и следващи стандарти за оформяне на градското обзавеждане, надписите и номерацията на жилищните сгради, както и фасадните решения по бул. „М. Луиза“ и ул. „Екзарх Йосиф“. 
От месец октомври 2018 г. до 2020 г. д-р арх. Здравков е в състава на членовете на съвета на директорите и председател на борда на „Метрополитен“ ЕАД. От юни 2020 г. до юли 2024 г. д-р арх. Здравков е председател на Постоянната комисия по устройство на територията и недвижимо културно-историческо наследство на Национално сдружение на общините в Република България (НСОРБ). Д-р арх. Здравков има множество научни публикации по темата – Устойчиво развитие на градовете и Инструменти за развитие на София и нейните крайградски територии.
През 2019 г. под ръководството на д-р арх. Здравков Направление „Архитектура и градоустройство“ проведе най-значимият в последните десетилетия международен конкурс за разработване на концептуален архитектурно-градоустройствен проект за площад „Св. Неделя“ ведно с прилежащите пространства. Авторитетното жури определи за победител в конкурса италианското Студио „Фуксас“. Проектът на арх. Масимилиано Фуксас (Massimiliano Fuksas) бе избран заради професионалното отношение към контекста и предложените съвременни градоустройствени намеси. 

#### Дигитализация на Направление „Архитектура и градоустройство“ – Столична община
В електронния портал създаден от екипа на Направлението за пръв в България бяха обединени всички задължителни регистри по ЗУТ, като наличната графична и текстова информация от тях не само се визуализира на официалния сайт, а се геореферира и се обвързва с данните от Кадастралната карта за всеки един конкретен имот. Така бе създадена една отворена платформа в възможности за надграждане при бъдещото предаване на проекти в дигитална среда. Дигитализацията на Направлението включва и мобилно приложение Nag. Mobile, достъпно за всички потребители на Android и IOS, като включва инструменти за визуализация на данни от планове за регулация, кадастрална карта, зони на строителни граници, аерофото заснемане, административни карти, НКЦ, влезли в сила административни актове на всички 24 районни администрации и инструменти за GPS локация.

## Отличия
През 2006 г. печели първо място в категория „Интериорен дизайн“ на вестник „Строителство и градът“.
В категория „Производствени и логистични сгради“ в конкурса „Сграда на годината“ през 2011 г. получава първа награда за автомобилния завод на Great Wall.
През 2016 г. Направление „Архитектура и градоустройство“ печели първо място в категория „Общинска администрация“ в конкурса „Наградите на БАИТ 2016“ с проекта за административно обслужване на гражданите и бизнеса, за подобряване на бизнес средата и постигане на публичност и прозрачност на работата на администрацията.
През 2020 г. Направление „Архитектура и градоустройство“ получи награда от „Института по публична администрация“ към МС, който ежегодно организира „Конкурс за добри практики и иновации от дейността на администрацията“, за мобилното приложение NAG.Mobile (в състезание с от общо 47 предложения за участие) в категорията "Технологични решения за открито управление и административно обслужване".